# Friedrich Weber (Theologe)

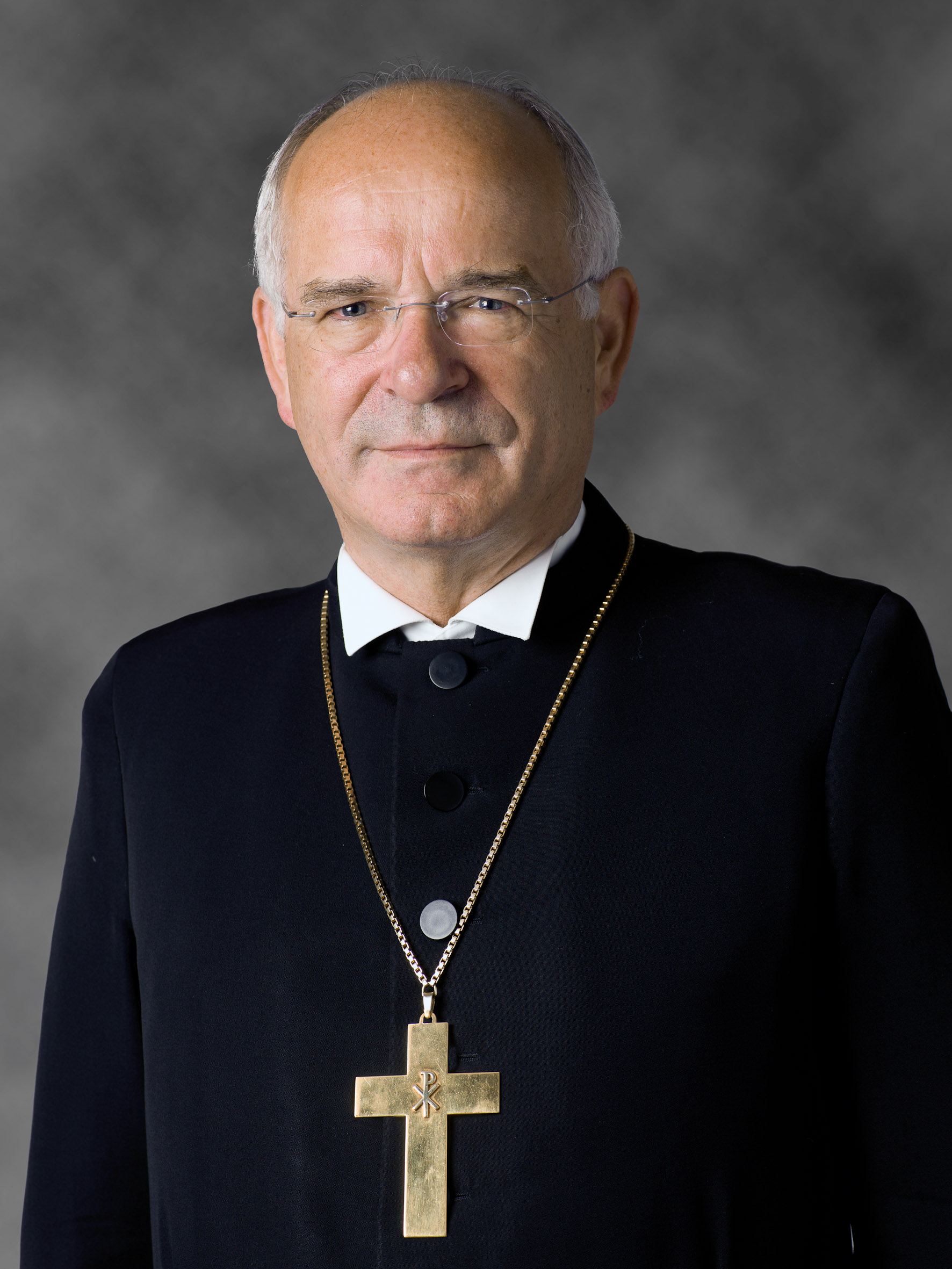
Friedrich Weber, 2011

Friedrich Weber (* 27. Februar 1949 in Ehringshausen; † 19. Januar 2015 in Frankfurt am Main) war ein deutscher evangelischer Theologe, vom 1. März 2002 bis zum 31. Mai 2014 Landesbischof der Evangelisch-lutherischen Landeskirche in Braunschweig und ab dem 26. September 2012 Geschäftsführender Präsident der Gemeinschaft Evangelischer Kirchen in Europa (GEKE).

## Biografie
Weber studierte nach dem Abitur am Landgraf-Ludwigs-Gymnasium zu Gießen 1967 in Wuppertal, Göttingen und Oldenburg Evangelische Theologie, Geschichte und Pädagogik. Das erste Theologische Examen legte Weber im März 1972, das zweite im März 1974 ab. Am 6. April 1975 wurde Weber in Greetsiel auf das reformierte Bekenntnis ordiniert. Er promovierte im Fach Kirchengeschichte an der Universität Frankfurt am Main zum Dr. theol. mit einer Arbeit zur Kirchenrechtsbildung und religiös-ethischen Normierung in Ostfriesland und Emden bis Ende des 16. Jahrhunderts. Mitglied in der Kunstinitiative „Arbeitskreis Greetsieler Woche“ war er seit 1972. Als Vikar und Pfarrer wirkte Weber von 1972 bis 1984 in Greetsiel. Im Rahmen der 1973 begründeten Konföderation evangelischer Kirchen in Niedersachsen entwickelte er in dieser Zeit ein kooperatives Kurseelsorgemodell, das sowohl die kommunalen als auch die kirchlichen Partner in der Region zusammenführte.
Von 1984 bis 1991 war Weber Pfarrer an der Katharinenkirche in Oppenheim am Rhein und Dekan des Dekanates Oppenheim/Rhein.
Von 1991 bis 2002 war er Propst (Regionalbischof) der Propstei Süd-Nassau (13 Dekanate, heute 8) mit Dienstsitz in Wiesbaden, die den Rheingau, den Main-Taunus-Kreis, den Hoch-Taunus-Kreis, den Rhein-Lahn-Kreis und die Landeshauptstadt Wiesbaden umfasst. Er vertrat das reformierte Bekenntnis im Leitenden Geistlichen Amt der Evangelischen Kirche in Hessen und Nassau (EKHN) und die reformierten Gemeinden der EKHN im Moderamen des Reformierten Bundes. In der Propstei Süd-Nassau setzte sich Weber für eine neue Form von Visitationen (gemeindliche Besuchsdienste) ein, mit der die kirchliche Arbeit vor Ort (Gemeindeaufbau) effizienter ausgerichtet wurde. Als wesentlich gilt auch seine Mitwirkung bei der Umsetzung einer Kirchenreform in der EKHN zur Stärkung der so genannten „Mittleren Ebene“ (Dekanate) und der Neuausrichtung der Visitation. In der EKHN war er sowohl in der Kirchenleitung wie im „Leitenden Geistlichen Amt“ tätig. Als Vorsitzender der Evangelischen Akademie Arnoldshain/Taunus reformierte er die Arbeit der Akademie und richtete sie neu aus.
Mit seiner Studie Kirche im Wandel, erschienen 2004, wurde ein nötiger Kirchenreformprozess in der braunschweigischen Landeskirche eröffnet. Auch die Visitation, verstanden als dem Gemeindeaufbau dienender geschwisterlicher Besuchsdienst, wurde durch seine Initiative in der braunschweigischen Landeskirche neu entwickelt.
Theologisch war Weber von Ernst Wolf (1902–1971) geprägt.
Friedrich Weber war seit 1972 mit der Lehrerin Bielda Weber, geb. Willms, aus Middelstewehr/Ostfriesland verheiratet. Das Ehepaar hat zwei Kinder, die promovierte Juristin Hedda Anne Weber (1973) und den Privatdozenten der Medizin Christian Friedrich Weber (1977), sowie drei Enkelkinder. Weber starb am 19. Januar 2015 im Alter von 65 Jahren in einem Krankenhaus in Frankfurt am Main an Krebs.

## Ämter
Weber war von 1991 bis 2002 Vorsitzender der Konvente der Evangelischen Akademie Arnoldshain. Auf seine Initiative geht die Gründung der seit November 2011 zu den Evangelischen Akademien in Deutschland zählenden „Abt-Jerusalem-Akademie“ in Braunschweig zurück. Von 2003 bis Ende Mai 2011 war er Vorsitzender des Hochschulrats der Technischen Universität Braunschweig. Seine maximale Amtszeit endete turnusmäßig nach einer Wiederwahl im Jahre 2007. Außerdem war er dort seit 2004 Lehrbeauftragter für Kirchengeschichte. Im Mai 2008 wurde er zum Honorarprofessor an der Technischen Universität Braunschweig bestellt. Seit 2003 war er Mitglied des Kuratoriums der Herzog August Bibliothek (HAB) in Wolfenbüttel. Er war Mitinitiator der Wolfenbütteler Gespräche „Religionen in der Zivilgesellschaft“, seit 2003. Ebenfalls seit 2003 verfasste Weber in regelmäßigen Abständen Predigten für die Internetplattform Göttinger Predigten im Internet. Von 2004 bis 2009 war er Vorsitzender des Theologischen Studienseminars der Vereinigten Evangelisch-Lutherischen Kirche Deutschlands (VELKD) in Pullach bei München. Vom 1. Januar 2005 bis 2014 war er Vizepräsident der Stiftung Braunschweigischer Kulturbesitz.
Von 2005 bis 2014 war Friedrich Weber Catholica-Beauftragter der VELKD. Vorsitzender des Rats der Konföderation evangelischer Kirchen in Niedersachsen war er turnusgemäß von Januar 2006 bis Dezember 2011. Während dieser Zeit setzte er sich konsequent für die Gründung einer Härtefallkommission und den Sonntagsschutz in Niedersachsen ein. Seiner Initiative ist es zu verdanken, dass seit 2009 intensiv über die weitere Gestaltung der Zusammenarbeit der evangelischen Kirchen in Niedersachsen – unter dem Leitmotiv eigenständig und kooperativ – gearbeitet wurde und im März 2014 ein neuer Konföderationsvertrag geschlossen wurde. Im Januar 2014 hatten sich bereits die beiden Diakonischen Werke der braunschweigischen und der hannoverschen Landeskirche zur neuen „Diakonie in Niedersachsen“ vereinigt. Den Vorsitz des Kuratoriums des Konfessionskundlichen Instituts des Evangelischen Bundes in Bensheim/Bergstraße nahm er seit 2007 wahr. Vorsitzender der Arbeitsgemeinschaft Christlicher Kirchen in Deutschland (ACK) war er turnusgemäß von März 2007 bis März 2013. Mitglied im Kontaktgesprächskreis der EKD und der Deutschen Bischofskonferenz war er von 2007 bis 2014. Ab 2008 war er evangelischer Vorsitzender der bilateralen Lehrgesprächsgruppe (Dialogkommission) der VELKD und der Deutschen Bischofskonferenz „Gott und die Würde des Menschen“. Seine Ernennung zum „Ecumenical Canon“ (Ökumenischen Kanoniker) der Kathedrale von Blackburn (England) der anglikanischen Kirche erfolgte am 27. Januar 2008. Zum Co-Vorsitzenden der Meißen-Kommission der EKD und der Church of England wurde er durch den Rat der EKD 2009 berufen. Ab 2010 war er Mitherausgeber und Vorsitzender des Herausgeberkreises der Ökumenischen Rundschau. Von April 2010 bis Dezember 2012 war er Vorsitzender des Missionsausschusses des Evangelisch-lutherischen Missionswerkes in Niedersachsen (ehemals: Hermannsburger Mission) in Hermannsburg. Von 2011 bis 2012 war er als Vertreter der EKD Mitglied im Deutschen Ökumenischen Studienausschuss. In seiner Eigenschaft als Geschäftsführender Präsident der Gemeinschaft Evangelischer Kirchen in Europa (GEKE) leitete er ab 2013 evangelischerseits die internationale theologische Konsultation zwischen der GEKE und dem Päpstlichen Einheitsrat zum Thema „Kirchengemeinschaft“. 2014 beauftragte ihn der Rat der EKD mit dem Vorsitz der Projektleitung „Internationaler Stationenweg zum Reformationsjubiläum 2017“.
Ende Mai 2014, nach Vollendung seines 65. Lebensjahres und 24 Jahren im bischöflichen Amt (Regionalbischof und Landesbischof), trat Landesbischof Weber in den Ruhestand und übergab die Leitung der Evangelisch-lutherischen Landeskirche in Braunschweig an Christoph Meyns (* 1962).
Weber war außerdem Kuratoriumsmitglied des evangelikalen Vereins ProChrist, eines dem CVJM nahestehenden Organisators von Massenevangelisationsveranstaltungen.

## Veröffentlichungen in Auswahl
Eine vollständige Publikationsliste findet sich auf der Web-Site der Evangelisch-lutherischen Landeskirche in Braunschweig.

### Buchveröffentlichungen
- Greetsiel. Das Dorf der Fischer und Künstler, Norden 1980: Druck und Verlag H. Soltau, ISBN 978-3-922365-12-9
- Chronik Greetsiels 1884–1925 (Hrsg.), Greetsiel 1983
- Ostfriesisches Andachtsbuch (Hrsg.), Norden 1985: Verlag Soltau-Kurier
- Die Grabdenkmäler der Katharinenkirche zu Oppenheim (Hrsg.), Oppenheim 1985
- Ich glaube an Gott – Predigten zum Glaubensbekenntnis, Oppenheim 1987
- St. Katharinen zu Oppenheim. Ein kleiner Führer. Oppenheim 1990
- Vater unser im Himmel – Predigten zum Vaterunser, Oppenheim 1991, ISBN 3-87854-083-3
- Greetsiel – Ein Fischerort an der Nordsee, Norden 1993: SKN, ISBN 978-3-928327-06-0
- Sendrecht, Policey, Kirchenzucht. Kirchenrechtsbildung und religiös-ethische Normierung in Ostfriesland und Emden bis Ende des 16. Jahrhunderts. Frankfurt/M., Berlin, Bern, New York, Paris, Wien 1998: Theion – Jahrbuch für Religionskultur Band 9, ISBN 978-3-631-33506-2
- Greetsiel im Wandel der Zeit 1900–2000. Die ehemaligen Pastoren des Fischerdorfes berichten , hg. und bearbeitet von Friedrich Weber, Wuppertal 2001, ISBN 978-3-932735-55-4
- Kirche im Wandel, Wuppertal 2004, ISBN 3-932735-88-9
- Kirche zwischen Himmel und Erde, Wuppertal 2004, ISBN 3-932735-84-6
- Beim Sterben helfen? (Hrsg.), Hannover 2006: Lutherisches Verlagshaus, ISBN 978-3-7859-0959-1
- Bischofs Predigten aus dem Braunschweiger Dom, hrsg. von Joachim Hempel, Braunschweig 2007, ISBN 3-9809731-3-1
- Kirche zwischen Staat und Bekenntnis. 75 Jahre Barmer Theologische Erklärung. Wolfenbüttel 2009: Ev.-luth. Landeskirche in Braunschweig, o. ISBN
- Danken. Hannover 2009, ISBN 978-3-7859-1005-4
- Engel. Hannover 2010, ISBN 978-3-7859-1030-6
- Zeitansage. Texte zur ökumenischen Situation. Mit einem Geleitwort von Walter Kardinal Kasper. Frankfurt 2011, ISBN 978-3-87476-630-2
- Mut. LVH, Hannover 2011, ISBN 978-3-7859-1037-5
- Anfang. Hannover 2012, ISBN 978-3-7859-1099-3
- Kirche in unserer Zeit. Quellen und Perspektiven. Wolfenbüttel 2013, ISBN 978-3-9813453-3-9
- Erbarmen im Recht: Die Härtefallkommission in Niedersachsen. Rechtswissenschaftliche Arbeitspapiere der TU Braunschweig – RATUBS Nr. 5/23013, Braunschweig 2013, ISSN 2190-5606 (PDF-Datei)
- evangelisch – frei – verantwortlich. Leipzig 2014, ISBN 978-3-374-03796-4

### Bücher und Schriften – mit anderen herausgegeben
- St. Katharinen zu Oppenheim, hrsg. von Carlo Servatius, Heinrich Steitz, Friedrich Weber, Alzey 1989, ISBN 3-87854-072-8
- Religionspolitik in der Bundesrepublik Deutschland, hrsg. von Leonore Siegele-Wenschkewitz, Friedrich Weber, Karin Weintz, Arnoldshainer Texte 111, Frankfurt 2000, ISBN 3-89846-026-6
- Gemeinschaft und Rechenschaft. Visitation in der Evangelisch-lutherischen Landeskirche in Braunschweig, hrsg. von Rüdiger Becker, Wilfried Theilemann, Friedrich Weber, Wolfenbüttel 2005
- Von der Taufe der Sachsen zur Kirche in Niedersachsen. Geschichte der Evangelisch-lutherischen Landeskirche in Braunschweig, hrsg. von Friedrich Weber, Birgit Hoffmann, Hans-Jürgen Engelking, Braunschweig 2010, ISBN 978-3-941737-25-9
- Buß-Sachen, Bilder von Hermann Buß und Texte von Alfred Buß, hrsg. von Friedrich Weber, Klaus Winterhoff, Bielefeld 2011, ISBN 978-3-7858-0604-3
- Eigenständig und kooperativ – Evangelisch in Niedersachsen. 40 Jahre Konföderation evangelischer Kirchen in Niedersachsen, hrsg. von Friedrich Weber und Hans Otte, Hannover 2011, ISBN 978-3-7859-1067-2
- Visitation in der Evangelisch-lutherischen Landeskirche in Braunschweig. Materialien zur Vorbereitung, Durchführung und Auswertung, hrsg. von Pia Dittmann-Saxel, Cornelia Götz, Katharina Meyer, Friedrich Weber, Wolfenbüttel 2012

### Als Mitglied des Leitenden Geistlichen Amtes der EKHN
- Auftrag und Gestalt. Vom Sparzwang zur Besserung der Kirche. EKHN – Dokumentation Band 1, Frankfurt 1995, ISBN 3-930206-30-7
- Schwule, Lesben .... – Kirche. Homosexualität und kirchliches Handeln. EKHN – Dokumentation Band 2, Frankfurt 1996, ISBN 3-930206-32-3
- Pfarramt und Gemeinde. Zur Klärung ihrer Aufgaben. EKHN – Dokumentation Band 4, Frankfurt 1998, ISBN 3-930206-38-2